# Trad.ye (álbum de Héctor Braga)
trad.ye es el segundo álbum de música tradicional de Héctor Braga, grabado en los Estudios Míler de Mieres (Asturias) y que publicó el sello madrileño Vaso Music en noviembre de 2008. 
En el disco Héctor grabó interpretaciones cantando y tocando hasta quince instrumentos diferentes entre los que destacan el arpa, la zanfona, el violín o la gaita asturiana. Igual que hizo en su primer trabajo Encoplando, los temas incluidos en este álbum los declaró todos tradicionales y de dominio público.

## Lista de canciones
Todos los temas tradicionales y de dominio público
| #   | Canción                           | Compositor(es) | Duración |
| --- | --------------------------------- | -------------- | -------- |
| 1.  | "Soy pastor"                      |                | 2:07     |
| 2   | "Caballu al verde"                |                | 2:43     |
| 3.  | "La neña Clara"                   |                | 3:41     |
| 4.  | "Soy de Langreo"                  |                | 4:13     |
| 5.  | "Romance de la cristiana cautiva" |                | 4:28     |
| 6.  | "A to ventana"                    |                | 5:10     |
| 7.  | "Asturiana"                       |                | 4:06     |
| 8.  | "Texedora de Bayu"                |                | 3:31     |
| 9.  | "Rosina"                          |                | 2:42     |
| 10. | "Romance de la pastora perdida"   |                | 6:12     |
| 11. | "Xácaras del reló"                |                | 4:28     |
| 12. | "La infiel"                       |                | 3:42     |
| 13. | "Alborada y Asturianada"          |                | 4:43     |
| 14. | "El Sacaúntos de Allariz"         |                | 4:20     |
| 15. | "Los Curros"                      |                | 3:45     |

### Curiosidades
- Para conseguir la mayor naturalidad posible, las canciones se grabaron en una sola toma con Héctor tocando y cantando al mismo tiempo igual que en sus actuaciones.

### Invitados y Colaboraciones
Además de Héctor tocando y cantando, varios músicos colaboran haciendo voces, instrumentos y sonidos.
- Pepín de Muñalén - Flauta
- Luis Delgado - Percusiones
- Rubén Arias - Gaita
- Ruma Barbero - Percusiones
- Indalecio Santos - Clarinete
- Antón Barquero - Tambor
- Javi Castro - Percusiones